# Youhannan Semaan Issayi
Youhannan Semaan Issayi (ur. 27 czerwca 1914 w Sanandadżu, zm. 7 lutego 1999) – irański duchowny katolicki obrządku chaldejskiego, arcybiskup teherański.

## Biografia
Urodził się w perskim Kurdystanie. 3 marca 1940 otrzymał święcenia prezbiteriatu.
23 czerwca 1967 wybrany koadiutorem arcybiskupa Sehny Josepha Cheikho, co zatwierdził 1 września 1967 papież Paweł VI, mianując go dodatkowo arcybiskupem tytularnym hieropolitańskim. 22 października 1967 przyjął sakrę biskupią z rąk arcybiskupa Sehny Josepha Cheikho. Współkonsekratorami byli arcybiskup Urmii Zaya Dachtou, arcybiskup Ahwazu Thomas Michel Bidawid oraz biskup Bejrutu Rafael BiDawid.
7 marca 1970, po odejściu abp Cheikho na emeryturę, został arcybiskupem Sehny. 16 marca 1971 archidiecezja Sehny zmieniła nazwę na archidiecezja Teheranu. Tym samym tytuł abp Issayi zmienił się na arcybiskup teherański.
W latach 1980 – 1995 był przewodniczącym Konferencji Episkopatu Iranu. W 1995 otrzymał koadiutora, którym został Ramzi Garmou. Arcybiskup teherańskim był do śmierci 7 lutego 1999.